# یاسمن (رنگ)

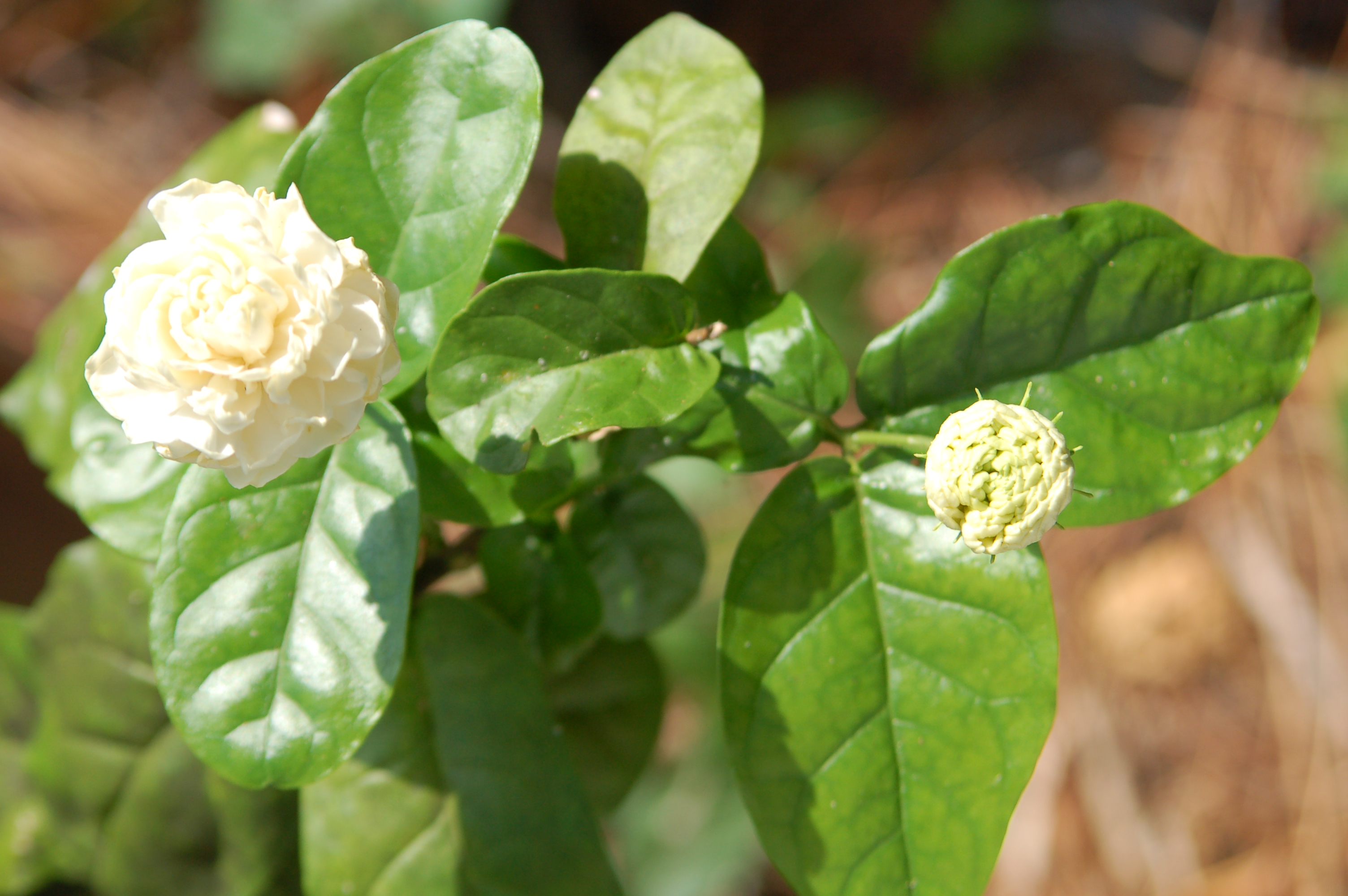
نمونه‌ای از یاسمن؛ رقم یاس دوگل در گل با جوانه بازنشده؛ گل زمانی که باز می‌شود بوی چای می‌دهد.

رنگ یاسمن یا یاسی سفید، رنگ زرد کم‌رنگی است که در سمت چپ نمایش داده می‌شود. این رنگ نمایانگر رنگ متوسط قسمت پایینی مایل به زردتر گل یاس به رنگ سفید مایل به زرد است. نخستین استفاده ثبت‌شده از گل یاسمن به عنوان نام یک رنگ در انگلیسی در سال ۱۹۲۵ بود.